# Chamchamal
Chamchamal é uma cidade iraquiana no governorate de Suleimânia, no Curdistão Iraquiano. É a capital do distrito de mesmo nome, estando localizada a 247 km de Bagdá.
Habitada majoritariamente por curdos, a cidade possui cerca de 75 mil habitantes, estando próxima à Kirkuk e dos territórios disputados do norte do Iraque. É a sede do Chamchamal Sports Club, clube da primeira divisão da liga do Curdistão.